# Cesta (Dobrepolje)
Cesta (Duits: Zesta) is een plaats in Slovenië en maakt deel uit van de gemeente Dobrepolje in de NUTS-3-regio Osrednjeslovenska. De plaats telde 268 inwoners op 1 januari 2020.